# Boiler
A Boiler a Limp Bizkit harmadik stúdióalbumán szereplő dal: Chocolate Starfish and the Hot Dog Flavored Water. Negyedik kislemezként lett kiadva az albumról. A kislemez limitált példányszámú változata néhány klipet is tartalmaz a bandától.

## Számok listája
Normális verzió:
1. Boiler
2. Faith
3. My Way (P. Diddy Remix)
4. Boiler (CD-ROM Video)

Limitált verzió:
1. Boiler
2. Faith (DVD Video)
3. My Way (P Diddy Remix)
4. Rollin, Boiler, My Way, My Generation 30 másodperces DVD Clips

## Klip
A videó elején egy nőt látunk egy lakásban, aki a tükörbe néz, majd elfordul, kinyitja a száját, amiből kijön egy robot kar , egy lebegő bombát tartva, Fred irányába. Fred kiugrik az ablakon, ezután az egész lakás felrobban. Fred egy hamburgereshez veszi az irány, ami a Bolacha Mole nevet viseli, jelentése portugálul Limp Bizkit. Leül egy személy mellé, akinek egy seb van a szeme alatt. Wes Borland is ott ül, akinek később leesik a feje. Fred elkezdi megenni a hamburgerjét, de észreveszi hogy férgek másznak benne. Ezután egy autó belerobban a boltba, ami felrobban. Fred egy nővel ébred egy ágyban, aki csókolózni kezd vele, ezután Fred lehúzza azt a parókát, amit hord a nő, és felfedezi, hogy a nő parókája alatt kopasz, és „dugók” állnak ki a fejéből. Körbenézve felfedezi, hogy párok közösülnek és csókolóznak hasonló ágyakban (szám szerint 12 pár). Fred elkezd futni, és egy rajzfilm figurává rajzolódik át, majd több kerek hasú emberkével találkozik. Az emberkék libasorban egy gépbe esnek, ami hot doggá alakítja őket. A hot dogokból szörnyeteg lesz, ami meg akarja támadni Fred-et, de ő elfut előlük. Miután megmenekül, visszarajzolódik önmagává, és egy színpadra ugrik a banda többi tagjához. A színpad egy medencében van, az egész egy templomban, ahol több szörnyeteg próbál odamászni hozzájuk. A banda végül befejezi az előadást, Fred a sapkáját a földre dobja és elsétál.

## Érdekességek
- Fred sapkája egy baseball sapka, amin a NY jelentése: New York.
- A klip Fred legrosszabb rémálmainak az összeállítása.
- A CSFATHDFW album borítóján Fred-et ábrázoló figura megegyezik a klipben szereplő Fred rajzfilmfigurájával.
- Ezt a klipet Lisszabonban forgatták. A lakás Lisbon Downtown-ban .van. A klip többi része a Water Museum-ban és egy lisszaboni csatornában lett felvéve.